# Мавдуд бен Занги
Кутб ад-Дин Мавдуд бен Занги (араб. مودود بن عماد الدين زنكي‎; 1131—1170) — сын сельджукского атабека Мосула и Алеппо Имадеддина Занги, атабек Мосула в 1149—1170 годах.

## Биография
Мавдуд был младшим сыном сельджукского атабека Мосула и Алеппо Имадеддина Занги. Вероятно, он родился в 1131 году. У него было три брата — Гази, Нуреддин Махмуд и Амир Миран. Когда в 1146 году их отец погиб при осаде крепости Джабер на Евфрате, Гази было более 40 лет, Махмуду 29 лет, а Мавдуду 16. Владения Занги распались на две части — Джазира с центром в Мосуле, которой правил Гази, и Сирия с центром в Алеппо, которой правил Махмуд. У Гази были дочь и маленький сын. Кроме того, он вырастил племянника (сына Нуреддина Махмуда), которого женил на своей дочери. Он мог быть наследником тестя, но он скончался раньше. По совету визиря Джемаледдина эль-Исфахани и главнокомандующего Али Кучука Гази сделал своим наследником Мавдуда.
В октябре 1149 года Гази умер, и Мавдуд был назначен атабегом Мосула. Вскоре после этого он женился на Зуммуруд-хатун, дочери Тимурташа, артукидского правителя Мардина, на которой не успел жениться Гази.
То, что атабеком стал Мавдуд, не понравилось некоторым эмирам и они призвали Нуреддина Махмуда из Алеппо. Эмир Синджара отправил Нуреддину послание, обещая передать ему город. Нуреддин двинулся в Синджар, где хранилась часть сокровищ Занги, и занял его. Также он позвал на помощь Артукида Хисн-Кайфы Кара-Арслана, враждовавшего с Тимурташем, обещая за помощь Калат Хайтум в Диярбакыре. Мавдуд собрал армию и выступил против Синджара с Джамадеддином и Али Кучуком. Братья встретились в Телль-Афаре, и Мавдуд упрекнул Нуреддина, в присвоении сокровищ. Нуреддин убедил, что он ничего не брал. Кроме того он заявил, что имеет право обсудить с братом проблемы наследования Сайфеддину Гази. Визирь Мавдуда Джамаледдин предпочитал уладить вопрос путем переговоров. Между сторонами было достигнуто соглашение. Химс, Эдесса, Рахбе и Эр-Ракка, которые до этого принадлежали правителю Мосула, были переданы Нуреддину Махмуду. Но Синджар и Джазира остались у Мавдуда. Халиф Аль-Муктафи Лиамриллах и сельджукский султан Масуд ибн Мухаммад признали Мавдуда атабеком Мосула.
После смерти в Хамадане в 1152 году султана Месуда началась борьба между сельджукскими меликами. Один из них, Мухаммед ибн Махмуд, обратился к Мавдуду за помощью и обещал отблагодарить, если взойдет на трон. Он стал султаном и правил до 1159 года. После смерти Мухаммеда в 1159 году эмиры Джибаля написали Мавдуду письмо и просили его освободить мелика Сулейман-шаха (сына Мухаммеда Тапара), находившегося в заключении в Мосуле. Они обещали признать Мавдуда атабеком Сулейман-шаха, Джемаледдина эль-Исфахани — визирем, а Али Кучука — главнокомандующим. Мавдуд освободил мелика и снабдил оружием и провиантом. 22 марта 1160 года Сулейман-шах прибыл в столицу и взошел на трон. В 1160 году Сулейман-шах был свергнут, а его племянник Арслан-шах ибн Тогрул стал султаном. Больше атабеки Мосула не вмешивались в дела иракских сельджуков .
В 1158 году Нуреддин Махмуд назначил Мавдуда наследником и заставил эмиров поклясться в верности ему. Мавдуд был предан брату. Он велел на своих территориях включить имя Махмуда в хутбу. Когда византийский император Мануил I Комнин организовал экспедицию в Чукурова и Нуреддин попросил помощи у исламских правителей, Мавдуд незамедлительно послал войско к брату. В 1163 году Нуреддин Махмуд решил совершить набег на замок Харим, он снова попросил помощи у окружающих исламских правителей. Мавдуд снова подчинился просьбе брата. 10 августа 1164 года армия Нуреддина одержала крупную победу над крестоносцами, а 12 августа был взят Харим. Мавдуд также участвовал в кампании Нуреддина против графства Триполи в 1167 году. Он захватил несколько замков и городов и вернулся в Хомс. В ответ Нуреддин Махмуд отдал Мавдуду Ракку. В 1163 года Мавдуд уволил Джамаледдина аль-Исфахани и арестовал его после увеличения количества жалоб на него, несмотря на возражения Али Кучука.  В следующем году Джемаледдин умер в тюрьме в Мосуле.
В 1167 году, когда Мавдуд хотел захватить земли артукидского эмира Хисн-Кайфы Кара-Арслана после его смерти, Нуреддин помешал ему, поскольку обещал Артукидам защиту. В 1168 году визирь и главнокомандующий Мавдуда Али Кучук заболел, он оставил свой пост в Мосуле и хотел удалиться в принадлежавший ему Эрбиль. Он оставил Мавдуду Тикрит, Синджар и Харран. Вместо Али Кучука командиром гарнизона Мосульского замка и визирем Мавдуд назначил Фахреддина Абдулмесиха, одного из христианских гулямов Имадеддина Занги. Мавдуд хотел назначить наследником своего старшего сына Имадеддина Занги, который был зятем Нуреддина Махмуда. Однако Зумурруд-хатун, мать Сейфеддина Гази, договорилась с визирем Фахреддином Абдулмесихом. Визирю удалось убедить Мавдуда и атабек сообщил призванным к нему сановникам, что выбрал наследником своего младшего сына, Сейфеддина Гази. После продолжительной болезни он умер в Мосуле 6 сентября 1170 года.
По словам Ибн аль-Асира, Мавдуд был достойным, сострадательным, щедрым и добродушным.
У Мавдуда было три сына: Имадеддин Занги, Сейфеддин Гази и Иззеддин Месуд. Одна из его дочерей, Азизетуддин Ахшеврах-хатун, построила медресе Мариданийе для ханафитов в Эс-Салихие, а его внучка Теркен-хатун от его сына Иззеддина Месуда построила медресе Атабекийе для шафиитов в Дамаске.